# AB Achema

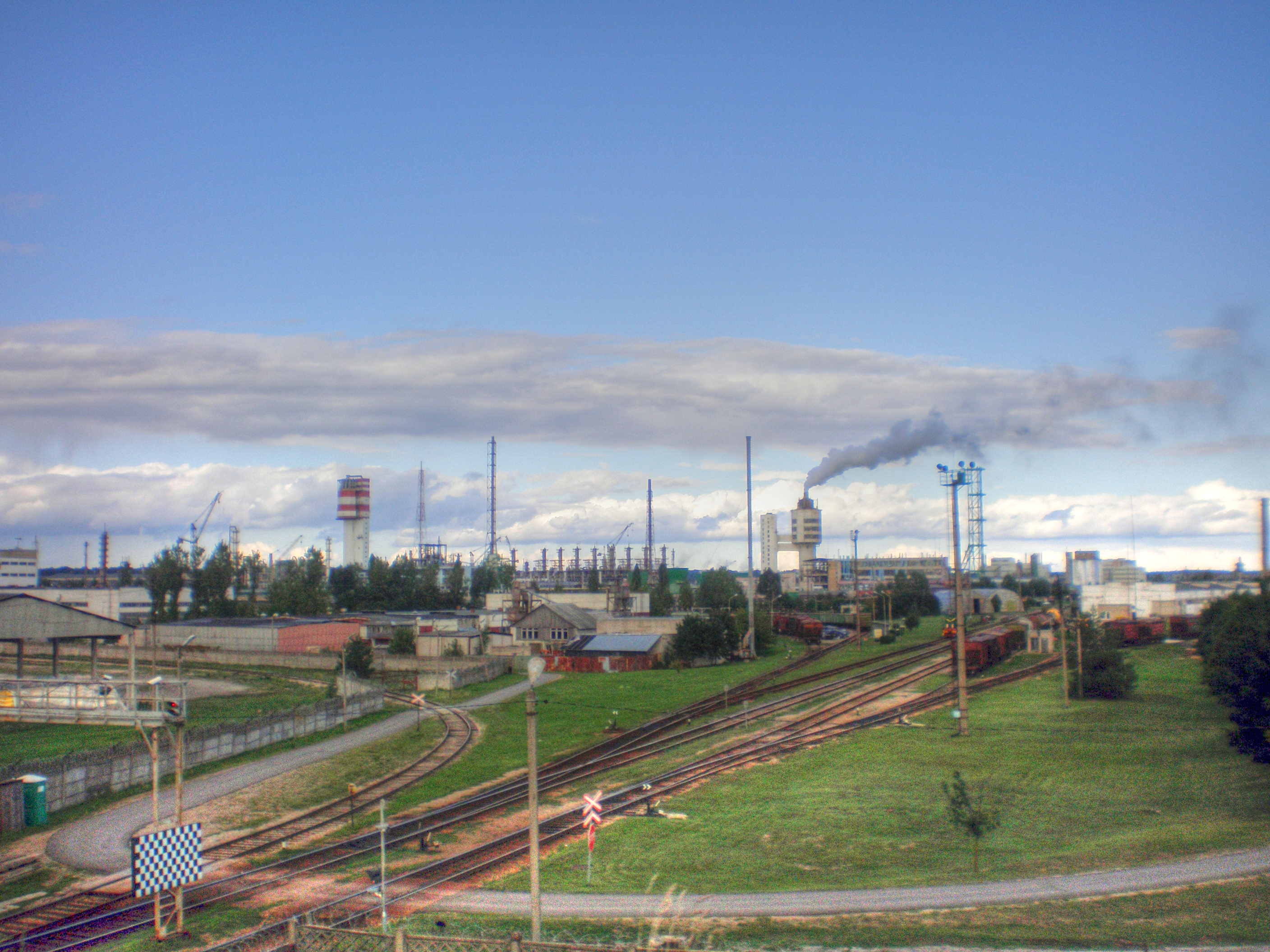
Betriebsgelände

Die AB Achema ist das größte Chemieunternehmen im Baltikum. Das Stickstoffdünger-Werk befindet sich in Jonalaukis in der Rajongemeinde Jonava, Litauen.

## Geschichte
Die „Achema“ ist aus dem ehemaligen Düngemittelwerk G/S Azotas entstanden, das bereits zu sowjetischer Zeit gegründet wurde. Heute gehört das Unternehmen zum litauischen Konzern UAB „Achemos grupė“, dessen Gründer Bronislovas Lubys war.
2011  betrug der Gewinn 96,3 Mio. Litas (30 Mio. Euro). 2012 erzielte das Unternehmen den Umsatz von 2324,37 Mio. Litas.  2012 gab es 1.400 Mitarbeiter. 2014 produzierte man 2,308 Mio. Tonnen Düngemittel und erzielte man den Umsatz von  530,6 Mio. Euro. 2015 plante man die Investitionen von 23 Mio. Euro. 2015 erzielte man den Gewinn von 73,4 Mio. Euro  (vor Steuern) und zahlte man folgend die Dividende von 30 Mio. Euro aus.
Infolge der hohen Erdgaspreise wird bzw. wurde die Produktion Anfang September 2022 zunächst vorläufig eingestellt.

## Leitung
Direktor
- 1972–1985: Leopoldas Kaminskas (1923–2018)
- 1985–1999: Bronislovas Lubys (1938–2011)

Generaldirektor
- 1999–2012: Jonas Sirvydis (* 1936)
- Vom 25. April 2012 bis Juni 2013: Valdemaras Vareika (* 1963)[7]
- Seit 2013: Ramūnas Miliauskas